# Alessandro Anselmi (militare)
Alessandro Anselmi (Tortosa, 1913 – fronte russo, 20 gennaio 1943) è stato un militare italiano del Corpo degli alpini, insignito della medaglia d'oro al valor militare alla memoria per il coraggio dimostrato in combattimento durante la seconda battaglia difensiva del Don.

## Biografia
Nacque a Tortosa, in Spagna, nel 1913 figlio di Alessandro e Anita Grau, all’interno di una famiglia originaria di Imperia. Dopo aver conseguito la laurea presso la Facoltà di Scienze Economiche e Commerciali all’università di Genova. Nel novembre 1937 fu ammesso a frequentare la Scuola Allievi ufficiali di complemento di Bassano del Grappa, venendo nominato sottotenente del corpo degli alpini nell’ottobre 1938. Entrato in servizio presso il battaglione "Tirano" in forza al 5º Reggimento, venne congedato nel dicembre dello stesso anno. Fu richiamato in servizio attivo nel dicembre 1940, assegnato al Battaglione "Borgo San Dalmazzo" del 2º Reggimento di stanza in Albania, combattendo operazioni sul fronte greco-albanese fino al maggio 1941.
Rientrato in Italia fu assegnato in servizio alla 13ª Compagnia presso Isola in Francia, e nel 1942, promosso tenente, partì volontario con il suo battaglione, inquadrato nella 4ª Divisione alpina "Cuneense", per il fronte russo
Cade eroicamente in combattimento il 20 gennaio 1943, e per onorarne la memoria fu dapprima decretata la concessione della Medaglia d'argento al valor militare, successivamente trasformata in Medaglia d'oro alla memoria.